# Mel·lífer de Sulawesi
El mel·lífer de Sulawesi (Myzomela chloroptera) és un ocell de la família dels melifàgids (Meliphagidae).

## Hàbitat i distribució
Habita manglars i boscos, a les muntanyes de Sulawesi i altres illes properes, incloent les illes Bacan, a les Moluques septentrionals.

## Taxonomia
Segons algunes classificacions, la població de les illes Bacan són en realitat una espècie diferent:
- Myzomela batjanensis Hartert, E, 1903 - mel·lífer de les Bacan.[2]